# Демидов, Алексей Арсеньевич
Демидов Алексей Арсеньевич (род. 7 марта 1936, дер. Ереминское, Кирилловский район, Вологодская область) — советский военачальник, генерал-полковник (17.02.1986).

## Биография
Учился в Фефеловской начальной школе, Ферапонтовской семилетней школе, средней школе города Кириллова Вологодской области. В 1954 году окончил 10 классов в школе города Кохма Ивановской области, где с 1949 года жила семья.
В Советской армии с 1954 года. Окончил Ярославское военное училище в 1957 году. С сентября 1957 года служил в Группе советских войск в Германии, где командовал стрелковым взводом 33-го мотострелкового полка 32-й мотострелковой дивизии 3-й общевойсковой армии (Штендаль). С октября 1964 по август 1966 года — командир стрелковой роты 326-го мотострелкового полка 88-й мотострелковой дивизии 14-й гвардейской армии в Одесском военном округе (Белгород-Днестровский).
В 1969 году окончил Военную академию имени М. В. Фрунзе. С июня 1969 года служил в Дальневосточном военном округе: заместитель командира и командир 424-го мотострелкового полка 272-й мотострелковой дивизии, с июля 1974 по июль 1975 года — начальник штаба — заместитель командира 272-й мотострелковой дивизии 15-й общевойсковой армии.
В 1977 году окончил Военную академию Генерального штаба Вооруженных Сил СССР имени К. Е. Ворошилова. После ее окончания с сентября 1977 года командовал 25-й гвардейской мотострелковой дивизией в Киевском военном округе (город Лубны Полтавской области), с февраля 1980 года был первым заместителем командующего и с мая 1982 года — командующим 1-й гвардейской общевойсковой армией Киевского военного округа. Генерал-лейтенант (3.02.1984).
С июня 1984 по август 1985 года — первый заместитель командующего войсками Южной группы войск в Венгрии. С 5 августа 1985 по 20 июня 1988 года – командующий Южной группой войск.
С 21 июня 1988 года — заместитель Главнокомандующего Сухопутными войсками – начальник Главного управления боевой подготовки Сухопутных войск. После событий ГКЧП в августе 1991 года снят с должности, в сентябре 1991 года уволен в запас.
В настоящее время активно занимается общественной работой, являясь заместителем председателя попечительского совета Союза ветеранов правоохранительных органов и подразделений спецназа. Основная задача общественной организации – оказание помощи ветеранам, вдовам, воспитательная и патриотическая работа с молодежью.

## Награды
- Два ордена Красной Звезды (1982, 1990)
- Ордена «За службу Родине в Вооружённых Силах СССР» 2-й и 3-й (1975) степеней
- Более 20 медалей СССР и РФ

иностранные награды
- Орден Красного Знамени (ВНР, 1988)[4]
- Медаль «40 лет освобождения Чехословакии Советской Армией» (ЧССР, 11.03.1985)
- Медаль «За Братство по оружию» I степени (ВНР)
- Медаль «30-я годовщина Революционных Вооружённых сил Кубы» (Куба, 24.11.1986)